# Austronomus kuboriensis
Austronomus kuboriensis is een vleermuis uit het geslacht Austronomus die voorkomt in Nieuw-Guinea, waar het dier gevonden is op 1900 tot 2950 m hoogte in de Centrale Cordillera. Deze soort wordt soms tot A. australis gerekend als een ondersoort. A. kuboriensis gebruikt boomholtes als slaapplaats. Het is een grote, bruine bulvleermuis. De kop-romplengte bedraagt 71,8 tot 84 mm, de staartlengte 42 tot 47 mm, de voorarmlengte 56,7 tot 59,2 mm, de tibialengte 20,7 tot 22,5 mm, de achtervoetlengte 11,3 tot 15,7 mm, de oorlengte 17,4 tot 19,3 mm en het gewicht 23 tot 27,5 g.